# GB-1
GB-1とは第二次世界大戦中、エアロンカ・エアークラフトによってアメリカ陸軍航空軍向けに生産された滑空爆弾である。別名はグレープフルーツボム、XM-108。爆撃機が敵の防御の外側から爆弾を投下できるよう意図したもので、戦争終結前に1,000発以上が戦闘に投入された。

## 設計と開発
アメリカ陸軍航空隊は後にアメリカ陸軍航空軍に改編されているが、この当時の1941年3月に滑空爆弾の開発が始められている。爆撃機が搭載爆弾を投下する際、敵軍の高射砲の防御範囲外からスタンドオフできるよう意図したもので、またさらには爆弾が浅い角度の滑空経路をとるためにより精密に照準できる可能性があり、3種類の試作品を作る結果となった。1つはエアロンカが設計担当したGB-1である。ベランカ社の設計したものはGB-2と呼ばれた。またティム・エアークラフトの設計したものはGB-3と呼ばれる。
GB-1は幅3.7mの主翼と双尾翼型の尾部という従来的な小型航空機の設計に、標準的なM34 2000ポンド爆弾（910kg）を合体させたものである。ジャイロスタビライザーをベースとした自動操縦が方位の制御に用いられ、特定の高度および標的までの距離において投下されたのち、爆弾が予定の経路をとるようセットできる。滑空速度は370km/hで、高度4,600mから投下した後の到達範囲は32kmである。

## 実戦投入
GB-2、GB-3と比較した上で量産に選ばれたのは、この爆弾の制御系統がより単純であり、また爆撃機に積むにはより実用的なことが確かめられたためである。GB-1の生産は1943年5月に始まった。戦場への配備は9月であるが滑空機という搭載上の制限のために投入は遅れた。B-17爆撃機では一度の出撃でたった2発しか搭載できず、爆弾は1つずつ爆撃機の主翼下のラックに搭載された。またGB-1の精度も通常爆弾より大幅に劣ることが確かになった。これにもかかわらず、1944年5月にはGB-1の最初の投下に着手した。1944年5月28日、113発投下された爆弾のうち42発がドイツ西部のケルンに着弾した。これらは市内のアイフェルター・マーシャリング・ヤードから28.8km離れ、314km/hで投下された。爆弾の多数がバッテリーの電力の保持に失敗したことから自動操縦が失われる結果となった。ドイツ軍の砲手たちは自らの撃墜した爆弾を航空機と誤認しており、90機以上を破壊したと主張した。爆弾の不正確さが実証されたために第8空軍は滑空爆弾を再び投入しようとはしなかった。ただし、ほかの部隊では1,000発以上のGB-1を戦争終結まで使い続けた。
戦争中にはGB-1の派生型として、対艦用途にコントラストシーカーを用いるGB-5、GB-12、熱検知型のGB-6、セミアクティブレーダー誘導のGB-7、無線指令誘導のGB-8、テレビ誘導方式のGB-10、フレアーシーカー方式のGB-13、そしてアクティブレーダー誘導のGB-14が開発されたが、いずれも試験段階を越えて進展することはなかった。化学薬品の散布に用いる派生型にGB-11が試用されたものの、これも戦争終結によりキャンセルされている。GT-1滑空魚雷もまたGB-1から派生したものである。
GB-1の量産は1945年1月に終了した。戦争の終結ののち、この爆弾は退役となった。